# 何塞·马里亚·佩拉尔塔
何塞·马里亚·佩拉尔塔（西班牙語：José María Peralta，1807年12月—1883年12月6日），生于聖薩爾瓦多，1859年2月15日至3月12日任萨尔瓦多总统。
佩拉尔塔卒于聖薩爾瓦多。